# Булгаков, Николай Михайлович
Николай Михайлович Булгаков (15 января 1960, Кочкор-Ата, Тянь-Шанская область — 1 октября 2023, Смоленск) — советский и российский футболист, тренер. Выступал на позиции защитника. Мастер спорта СССР.

## Карьера

### Клубная
Начал свою профессиональную карьеру в 1977 году, в футбольном клубе «Алга» Фрунзе, который выступал в то время во второй лиге СССР. В 1978 году клуб добился повышения в классе и Николай вместе с ним провёл следующий сезон в первой лиге. Сезон 1979 года сложился неудачно, команда заняла последнее, 24 место и потеряла прописку в лиге.
Летом 1980 года футболист перешёл в московский ЦСКА. В своём дебютном сезоне Николай провёл за армейцев четыре матча. В сезоне 1980 года, будучи полузащитником, забил за красно-синих свой единственный гол. В период с 1981 по 1984 года Булгаков провёл в составе ЦСКА более 100 матчей. Сезон 1984 года стал для ЦСКА худшим в истории команды. За весь чемпионат команда набрала 19 очков из 68 возможных, итогом стало последнее место. Впервые в клубной истории ЦСКА вылетел в первую лигу. В зимнее межсезонье 1984—1985 Юрий Морозов решил радикально обновить состав. Он отчислил из команды 28 игроков, в их числе был и Николай Булгаков.
В 1985 году футболист присоединился к смоленской «Искре» в которой провёл следующие восемь сезонов, выступая в первой и второй лиге СССР. В 1993 году Булгаков перешёл в клуб высшего дивизиона — самарские «Крылья Советов», где успешно провёл сезон. В следующем сезоне защищал цвета калининградской «Балтики».
С 1995 по 1999 года футболист выступал за смоленский клуб ЦСК ВВС-«Кристалл»/«Кристалл», где и закончил игровую карьеру.

### Тренерская
По окончании карьеры футболиста работал тренером в смоленских футбольных клубах «Оазис» и «Кристалл». Работал тренером в спортивном клубе армии Смоленска.
Скончался 1 октября 2023 года на 64-м году жизни.

## Достижения
- Победитель второй лиги СССР (2): 1978, 1987